# Tsuji Masao
Tsuji Masao (辻正男 Tsuji, Masao, sinh ngày 29 tháng 3 năm 1987 ở Fujisawa, Kanagawa) là một cầu thủ bóng đá người Nhật Bản thi đấu cho YSCC Yokohama.

## Thống kê câu lạc bộ
Cập nhật đến ngày 23 tháng 2 năm 2018.
| Thành tích câu lạc bộ | Thành tích câu lạc bộ | Thành tích câu lạc bộ | Giải vô địch | Giải vô địch | Cúp                   | Cúp                   | Tổng cộng | Tổng cộng |
| Mùa giải              | Câu lạc bộ            | Giải vô địch          | Số trận      | Bàn thắng    | Số trận               | Bàn thắng             | Số trận   | Bàn thắng |
| Nhật Bản              | Nhật Bản              | Nhật Bản              | Giải vô địch | Giải vô địch | Cúp Hoàng đế Nhật Bản | Cúp Hoàng đế Nhật Bản | Tổng cộng | Tổng cộng |
| --------------------- | --------------------- | --------------------- | ------------ | ------------ | --------------------- | --------------------- | --------- | --------- |
| 2009                  | YSCC Yokohama         | JRL (Kantō, Div. 1)   | 0            | 0            | –                     | –                     | 0         | 0         |
| 2010                  | YSCC Yokohama         | JRL (Kantō, Div. 1)   | 11           | 11           | 1                     | 0                     | 12        | 11        |
| 2011                  | YSCC Yokohama         | JRL (Kantō, Div. 1)   | 14           | 6            | 1                     | 0                     | 15        | 6         |
| 2012                  | YSCC Yokohama         | JFL                   | 25           | 20           | 1                     | 1                     | 26        | 21        |
| 2013                  | Gainare Tottori       | J2 League             | 9            | 0            | 0                     | 0                     | 9         | 0         |
| 2014                  | Zweigen Kanazawa      | J3 League             | 10           | 4            | 0                     | 0                     | 10        | 4         |
| 2015                  | Zweigen Kanazawa      | J2 League             | 15           | 1            | 0                     | 0                     | 15        | 1         |
| 2016                  | YSCC Yokohama         | J3 League             | 7            | 3            | –                     | –                     | 7         | 3         |
| 2017                  | YSCC Yokohama         | J3 League             | 30           | 14           | 0                     | 0                     | 30        | 14        |
| Tổng cộng sự nghiệp   | Tổng cộng sự nghiệp   | Tổng cộng sự nghiệp   | 121          | 59           | 3                     | 1                     | 124       | 60        |